# Mario Villa (calciatore 1939)
Mario Villa (Borgosesia, 19 giugno 1939) è un ex calciatore italiano, di ruolo difensore.

## Carriera
Ha disputato quattro campionati in Serie B con Palermo e Reggiana, collezionando 93 presenze e un gol.
In precedenza aveva giocato anche per tre stagioni in Serie C con la Biellese e per altre due con la Reggiana.
Militò infine, nei primi anni Settanta, nel Borgosesia.

## Palmarès

### Club

#### Competizioni nazionali
- Serie C: 1

Reggiana: 1963-1964
- Serie B: 1

Palermo: 1967-1968